# KTAL-TV
KTAL-TV, virtual channel 6 (canale 26 dell'UHF digitale), è un'emittente televisiva affiliata alla NBC che trasmette a Shreveport, Louisiana, sotto la licenza di Texarkana, Texas (In quanto tale, è l'unica grande affiliata della rete Ark-La-Tex che è autorizzata a un comune fuori dalla Louisiana). Appartiene al gruppo di Nexstar Media Group, che possiede anche altre due stazioni - KMSS-TV, affiliata alla Fox e posseduta da Marshall Broadcasting Group (canale 33) e KSHV-TV, di proprietà di White Knight Broadcasting e affiliata a MyNetworkTV (canale 45) - sotto due diversi contratti di shared services (SSAs).
Le tre stazioni condividono studi su North Market Street e Deer Park Road nella parte nord-est di Shreveport (a nord del quartiere centrale della città); KTAL gestisce uno studio secondario su Summerhill Road a Texarkana, in Texas. La stazione col trasmettitore si trova nelle zone rurali settentrionali Caddo Parish (a nord-ovest di Vivian). Via cavo, KTAL è disponibile sui canali Comcast Xfinity 7 (definizione standard) e 1006 (alta definizione) a Shreveport; Suddenlink canale 4 (SD e HD) in Bossier City; i canali di comunicazione NewWave 4 (SD) e 203 (HD) in Blanchard, Vivian, Springhill e Mansfield; e Cable One canali 6 (SD) e 1006 (HD) in Texarkana e Fouke, Arkansas. La stazione è inoltre disponibile su oltre 85 sistemi via cavo all'interno del mercato.